# 柳橋歌舞伎

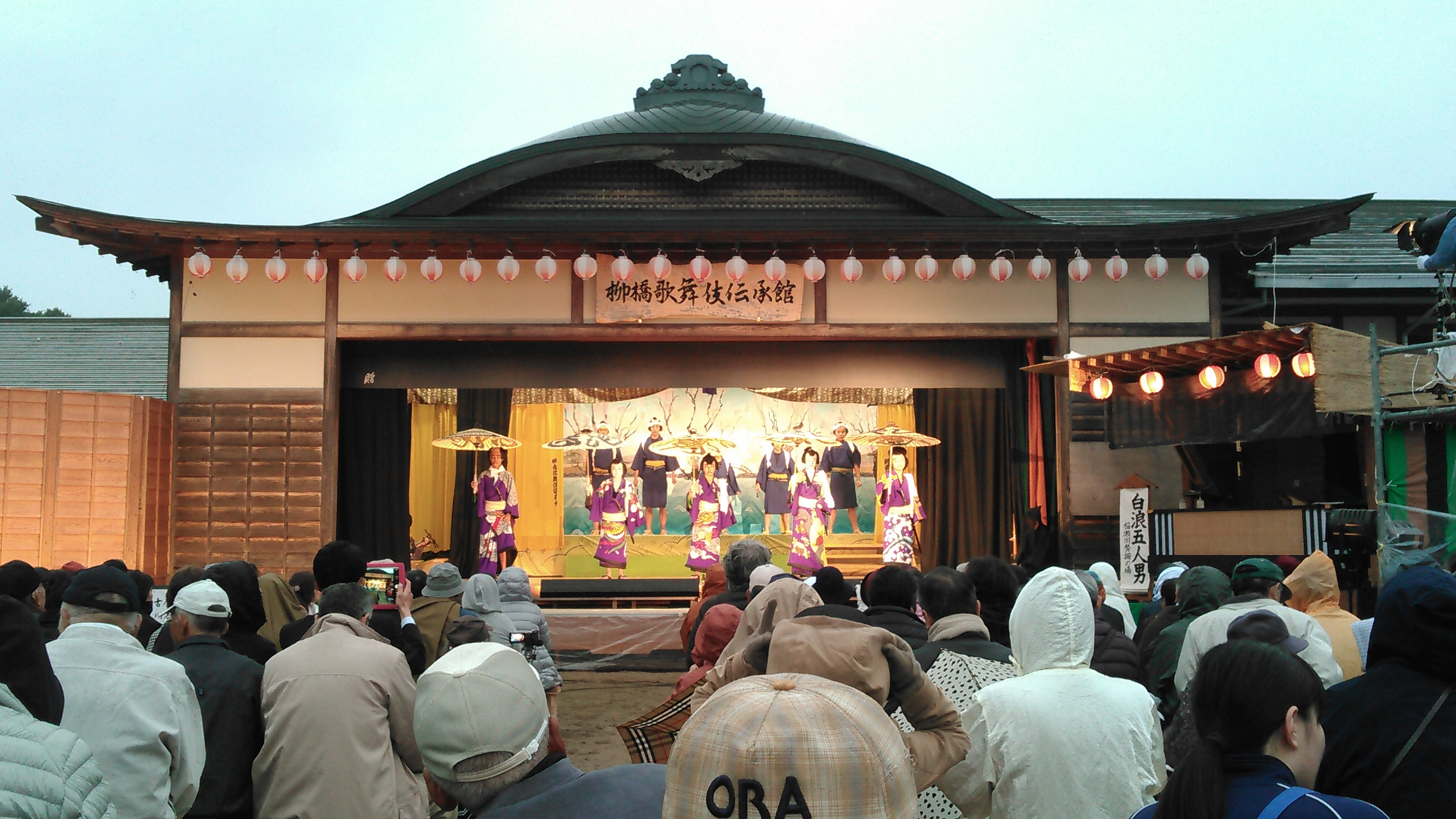
定期公演（2017年）

柳橋歌舞伎（やなぎはしかぶき）とは、福島県郡山市中田町柳橋で行われる素人歌舞伎（農村歌舞伎）である。毎年9月の敬老の日の前日、柳橋歌舞伎伝承館（黒石荘）で定期公演が行われている。

## 歴史
江戸時代、柳橋地区は天領であったために芸能が自由に行われていた。そのため、地元の菅布禰神社の祭りでは村人により芝居が上演され、これが歌舞伎の始まりになったと伝えられる。
明治時代以降、興行の規制や後継者の不足により何度か中断したが、1980年（昭和55年）、柳橋地区の住民により保存会が設立されて復活し、現在演じられる外題は一ノ谷嫩軍記など15を数える。
1983年（昭和58年）3月31日には、柳橋歌舞伎が郡山市の重要無形民俗文化財に、また、2003年（平成15年）5月20日には公演に使用される歌舞伎衣裳17点が郡山市の重要有形民俗文化財に指定された。
2001年（平成13年）10月には、黒石荘（柳橋歌舞伎伝承館）が完成した。
2017年（平成29年）3月には、第21回ふるさとイベント大賞 ふるさとキラリ賞を受賞。
現在では、毎年9月の敬老の日の前日、黒石荘の野舞台で公演が行われている。

## 公演場所
- 柳橋歌舞伎伝承館（黒石荘）
  - 住所：郡山市中田町柳橋字町向51

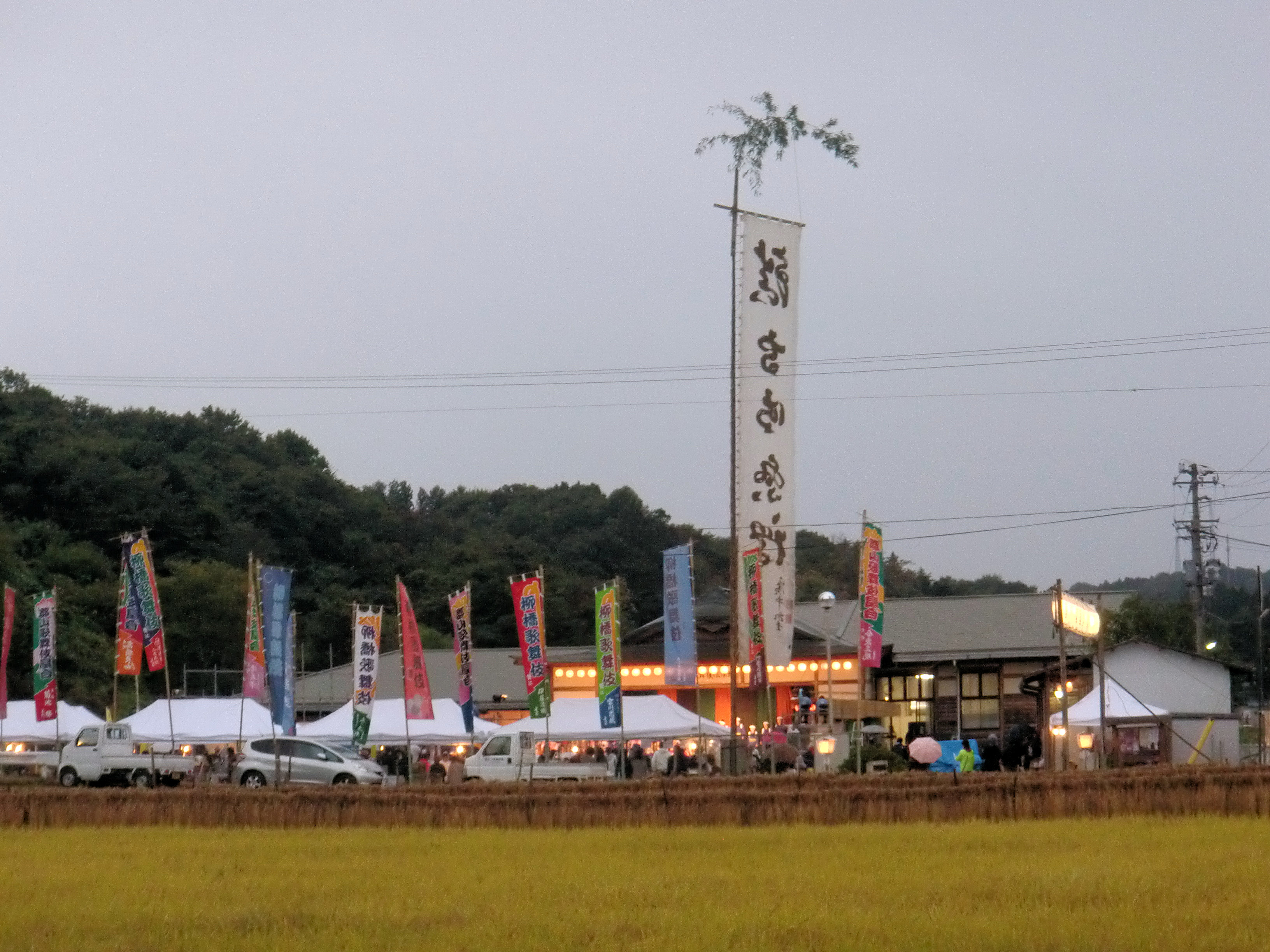
定期公演当日の黒石荘

  - 電話：024-973-2123（定期公演当日のみ）

## 交通
- 磐越自動車道郡山東ICより車で30分（郡山東バイパス、広域農道、県道54号、県道65号経由）、臨時駐車場あり
- 郡山駅3番バス乗り場より小野駅前行または柳橋行で柳橋下車